# イソリズム
イソリズム（isorhythm、アイソリズムとも）は、旋律を反復する一定の繰り返されるリズムに埋め込んで、それを楽曲の基礎とする手法。

## 手法
中世西洋音楽にしばしば用いられた。特に14世紀フランスの音楽では広く用いられ、マショーによる「ダヴィデのホケトゥス」や「ノートルダム・ミサ」はイソリズムを用いた典型的なものである。その後、ルネサンス音楽を確立したデュファイによっても用いられ、その後のモテットにおいてはバッハなども用いている。現代音楽においても、アルバン・ベルク、ジョン・ケージ、オリヴィエ・メシアンなどは、イソリズムの手法を用いている。また、ヨーロッパ以外でも伝統的なインド音楽ではイソリズムが見られる。
20世紀に入ると、アラン・ホヴァネスが似た書式で作曲している。ハリソン・バートウィッスルもイソリズムを用いた痕跡が「シルベリー・エアー」などに顕著にみられる。